# Hilta
Hilta (łac. Dioecesis Hiltensis) –  stolica historycznej diecezji w Cesarstwie Rzymskim, w prowincji Africa Proconsularis, sufragania metropolii Kartagina. Obecnie katolickie biskupstwo tytularne położone w Tunezji.

## Biskupi tytularni
| Lp. | Biskup                        | Funkcja                                            | Od                   | Do                |
| --- | ----------------------------- | -------------------------------------------------- | -------------------- | ----------------- |
| 1.  | Norberto Forero y García      | administrator apostolski Nowej Pamplony (Kolumbia) | 7 lipca 1951         | 27 maja 1956      |
| 2.  | Napoléon-Alexandre Labrie CIM | biskup Golfe St-Laurent (Kanada)                   | 1 grudnia 1956       | 23 listopada 1970 |
| 3.  | Kazimierz Kluz                | biskup pomocniczy gdański                          | 12 maja 1972         | 5 grudnia 1982    |
| 4.  | Rafael Eleuterio Rey          | biskup pomocniczy Mendozy (Argentyna)              | 30 kwietnia 1983     | 18 grudnia 1991   |
| 5.  | Thomas Nguyễn Văn Trâm        | biskup pomocniczy Xuân Lộc (Wietnam)               | 6 marca 1992         | 22 grudnia 2005   |
| 6.  | Jean-Abdo Arbach BC           | egzarcha apostolski Argentyny                      | 17 października 2006 | 11 listopada 2006 |
| 7.  | Christophe Zoa                | biskup pomocniczy Jaunde (Kamerun)                 | 30 listopada 2006    | 4 grudnia 2008    |
| 8.  | Gérald Lacroix ISPX           | biskup pomocniczy Quebecu (Kanada)                 | 7 kwietnia 2009      | 22 lutego 2011    |
| 9.  | John Sherrington              | biskup pomocniczy westminsterski (Wielka Brytania) | 30 czerwca 2011      | 5 kwietnia 2025   |